# シャルル・ド・ゴール橋 (パリ)
シャルル・ド・ゴール橋(Pont Charles-de-Gaulle)は、フランスのパリ、セーヌ川に架かる橋である。12区のヴァン・ゴーグ通りと13区のオステルリッツ河岸を結んでいる。
シャルル・ド・ゴール橋の計画はパリ南東部の開発計画すなわちベルシー地区再開発とフランソワ・ミッテラン図書館建設の一環として始まった。この橋はベルシー地区とフランソワ・ミッテラン図書館を結び、またオステルリッツ駅とリヨン駅を結びオステルリッツ橋の混雑を解消することが期待された。
橋桁の断面は飛行機の翼に似ており、橋脚とは細い鋼鉄の管で繋がれている。デザインは周囲の景観にとけ込むように工夫されている。

## 交通
- メトロ5,10号線、 RER C線 オステルリッツ駅Gare d'Austerlitz下車

## 隣の橋
（上流）シモーヌ・ド・ボーヴォワール橋―ベルシー橋―シャルル・ド・ゴール橋―オステルリッツ高架橋―オステルリッツ橋（下流）